# Jean-Hugues de Salignac-Fénelon
Jean-Hugues de Salignac-Fénelon (4 septembre 1858, Paris - 17 septembre 1913, château de Cirey) est un militaire et homme politique français.

## Biographie
Fils d'un général et petit-fils de Charles de Reinach, il suivit la carrière militaire et devient officier au 1er régiment de dragons. Il devient conseiller général et député de la Haute-Saône en 1898.
Gendre d'Armand Viellard-Migeon, il est le beau-père de l'amiral Armand d'Harcourt et de François d'Astier de La Vigerie.

## Sources
- « Jean-Hugues de Salignac-Fénelon », dans le Dictionnaire des parlementaires français (1889-1940), sous la direction de Jean Jolly, PUF, 1960 [détail de l’édition]